# Izvoarele (okręg Gałacz)
Izvoarele – wieś w Rumunii, w okręgu Gałacz, w gminie Slobozia Conachi. W 2011 roku liczyła 974 mieszkańców.